# Briđe
Briđe este un sat din municipiul Podgorica, Muntenegru. Conform datelor de la recensământul din 2003, localitatea are 30 de locuitori (la recensământul din 1991 erau 34 de locuitori).

## Demografie
În satul Briđe locuiesc 27 de persoane adulte, iar vârsta medie a populației este de 42,4 de ani (45,6 la bărbați și 38,1 la femei). În localitate sunt 8 gospodării, iar numărul mediu de membri în gospodărie este de 3,75.
Populația localității este foarte eterogenă.
|  |

| Demografie | Demografie | Demografie |
| An         | Locuitori  | Locuitori  |
| ---------- | ---------- | ---------- |
|            |            |            |
|            |            |            |
|            |            |            |
|            |            |            |
| 1948       | 127        |            |
| 1953       | 135        |            |
| 1961       | 117        |            |
| 1971       | 81         |            |
| 1981       | 72         |            |
| 1991       | 34         | 34         |
| 2003       | 30         | 30         |

| \| Componența etnică conform recensământului din 2003[2] \| Componența etnică conform recensământului din 2003[2] \| Componența etnică conform recensământului din 2003[2] \| Componența etnică conform recensământului din 2003[2] \| Componența etnică conform recensământului din 2003[2] \| \| ----------------------------------------------------- \| ----------------------------------------------------- \| ----------------------------------------------------- \| ----------------------------------------------------- \| ----------------------------------------------------- \| \| \| \| \| \| \| \| Muntenegreni \| Muntenegreni \| \| 17 \| 56,66% \| \| Sârbi \| Sârbi \| \| 8 \| 26,66% \| \| necunoscută \| necunoscută \| \| 0 \| 0% \| |              |  |    |        |
| Componența etnică conform recensământului din 2003 |              |  |    |        |
| |              |  |    |        |
| Muntenegreni | Muntenegreni |  | 17 | 56,66% |
| Sârbi | Sârbi        |  | 8  | 26,66% |
| necunoscută | necunoscută  |  | 0  | 0%     |